# Higginsia palmata
Higginsia palmata är en svampdjursart som beskrevs av Gustavo Pulitzer-Finali 1996. Higginsia palmata ingår i släktet Higginsia och familjen Heteroxyidae.
Artens utbredningsområde är Papua Nya Guinea. Inga underarter finns listade i Catalogue of Life.